# Zoroasteridae
De Zoroasteridea zijn een familie van zeesterren uit de orde van de Forcipulatida.

## Verspreiding en leefgebied
De dieren uit deze familie leven voornamelijk in de diepzee van de Grote Oceaan, de Atlantische Oceaan en de Indische Oceaan.

## Geslachten
- Bythiolophus Fisher, 1916
- Cnemidaster Sladen, 1889
- Doraster Downey, 1970
- Myxoderma Fisher, 1905
- Pholidaster Sladen, 1889
- Sagenaster Mah, 2007
- † Terminaster Hess, 1974
- Zoroaster Wyville Thomson, 1873